# プロ野球三都物語
プロ野球三都物語（プロやきゅうさんとものがたり）は、プロ野球パ・リーグ開幕前に札幌・北海道放送、仙台・東北放送、福岡・RKB毎日放送のJRN系列ラジオ3局が毎年持ち回りで制作・放送している特別番組。
正式タイトルは「20XX（西暦年号）パ・リーグ開幕直前スペシャル プロ野球三都物語」。

## 概要
- 2004年に起きた球界再編の流れをきっかけに、パ・リーグは北海道をフランチャイズとする北海道日本ハムファイターズ、宮城県をフランチャイズとする東北楽天ゴールデンイーグルス、福岡県をフランチャイズとする福岡ソフトバンクホークスなど各地に球団が分散しており、各球団とも地域密着を旗印にそれぞれ地域性を前面に押し出した球団経営を行っている。その中でも首都圏や関西圏に本拠地を置いていない上記3球団の地元に所在するJRN系ラジオ局が協力する形で、HBCが宮城・福岡の系列局に呼びかけて本番組が企画され2005年に「パ・リーグ新時代 プロ野球三都物語」として第一回を放送、球団各地の盛り上がりと地域活性化への方策をトークする内容とした[1]。
- 制作局からのスタジオ進行を中心に、各局の地元から中継による出演者を交えて開幕を目前に控えた各チームの近況を報告するほか、それぞれの特徴的な応援スタイルの比較などを語り合う。
- 放送日時は、毎年3月の概ねパ・リーグ開幕日の1-2週間前の土曜日19時から21時で定着している。
- 幹事局は毎年各放送局が持ち回りで担当。ローテーションはHBC→RKB→tbcの順。2011年はHBCラジオの制作で3月19日に放送予定であったが、東日本大震災の影響により放送を中止した[2]。

## 参加ラジオ局
- HBC北海道放送
- tbc東北放送
- RKB毎日放送

## 各年度の制作局
- 2005年03月12日：HBCラジオ（21時から22時の生放送）[3]
- 2006年03月11日：RKBラジオ（19時から21時の生放送）
- 2007年03月10日：TBCラジオ（19時から21時の生放送）[4]
- 2008年03月15日：HBCラジオ（19時から21時の生放送）[5]
- 2009年03月21日：RKBラジオ（19時から21時の生放送）[6]
- 2010年03月13日：TBCラジオ（19時から21時の生放送）[7]
- 2011年：震災の影響で放送中止
- 2012年03月24日：HBCラジオ（19時から21時の生放送）[8]
- 2013年03月23日：RKBラジオ（19時から21時の生放送）[9]
- 2014年03月22日：TBCラジオ（18時から20時の生放送）
- 2015年03月21日：HBCラジオ（18時から20時の生放送）
- 2016年03月19日：RKBラジオ（18時から20時の生放送）
- 2017年03月18日：TBCラジオ（18時から20時の生放送）
- 2018年03月24日：HBCラジオ（18時から20時の生放送）
- 2019年03月23日：RKBラジオ（18時から20時の生放送）
- 2020年03月14日：TBCラジオ（18時から20時の生放送、新型コロナウイルス感染拡大の影響で各局のスタジオをつないで放送を実施。）
- 2021年03月20日：HBCラジオ（18時から20時の生放送、新型コロナウイルス感染拡大の影響で各局のスタジオをつないで放送を実施。また、放送中に東北地方を中心とする地震が発生したため、tbcでは18:10に緊急地震速報を放送。その後19:50頃まで津波注意報関連のニュースに差し替えた）[10][11]
- 2022年03月19日：RKBラジオ（18時から20時の生放送、RKBのみ17時50分から20時15分まで拡大）
- 2023年03月25日：TBCラジオ（18時から20時の生放送）
- 2024年03月23日：HBCラジオ（18時から20時の生放送）
- 2025年03月22日：RKBラジオ（18時から20時の生放送）

## 2025年の出演者
RKB毎日放送（制作局）
植草峻（RKBアナウンサー）
浜名千広（RKB野球解説者）
HBC北海道放送
波多野裕太（HBCアナウンサー）〔スタジオからの出演〕
TBC東北放送
飯野雅人（TBCアナウンサー）〔スタジオからの出演〕

## 2024年の出演者
HBC北海道放送（制作局）
渕上紘行（HBCアナウンサー）〔スタジオからの出演〕
鶴岡慎也（HBC野球解説者）
大岩Larry正志
TBC東北放送
坂寄直希（TBCアナウンサー）
RKB毎日放送
植草峻（RKBアナウンサー）〔スタジオからの出演〕
その他
小笠原亘（TBSアナウンサー）〔電話出演〕

## 2023年の出演者
TBC東北放送 （制作局）
守屋周（TBCアナウンサー）
鉄平（TBC野球解説者）
HBC北海道放送
本間吏成（HBCアナウンサー）〔スタジオからの出演〕
RKB毎日放送
井口謙（RKBアナウンサー）〔スタジオからの出演〕

## 2022年の出演者
RKB毎日放送（制作局）
井口謙（RKBアナウンサー、2020年・2021年）
島田誠（RKB解説者、2009年・2013年・2014年・2019年）
HBC北海道放送
波多野裕太（HBCアナウンサー）〔スタジオからの出演〕
TBC東北放送
守屋周（TBCアナウンサー、2014年・2017年・2019年）〔スタジオからの出演〕

## 過去の出演者
HBCラジオ
川畑恒一（HBCアナウンサー、2006年・2009年・2016年・2020年）〔スタジオからの出演〕

水野善公（HBCアナウンサー、2014年）
卓田和広（HBCアナウンサー、2007年・2013年）

山内要一（HBCアナウンサー、2005年・2008年・2010年・2017年・2019年）
斉藤こずゑ（HBCパーソナリティ、2008年-2019年）
渕上紘行（HBCアナウンサー、2012年・2018年・2021年）
岩本勉（HBC解説者、2021年）
tbcラジオ
大井健郎（当時TBCアナウンサー、2005年-2007年）
松尾武（TBCアナウンサー、2008年、2018年）
猪井操子（当時TBCアナウンサー、2009年 - 2010年）
佐々木信行（TBCプロ野球解説者、2007年、2010年）
飯野雅人（TBCアナウンサー、2009年 - 2012年・2016年）
伊藤晋平（TBCアナウンサー、2013年・2015年・2020年・2021年)
鉄平（TBCプロ野球解説者、2017年）
上岡良一（TBCプロ野球解説者、2020年）
杜野まこ（タレント、2020年）
六華亭遊花（TBCパーソナリティ、2017年-）大崎市内から生中継で出演
RKBラジオ
稲尾和久（RKB解説者、2006年）
鬼橋美智子（RKBパーソナリティ、2005年-2019年）
加藤淳也（RKBパーソナリティ、2018年・2019年）